# Rudolf II (margrabia Badenii)
Rudolf II (zm. 14 lutego 1295 r.) – margrabia Badenii z rodu Zähringen (z braćmi: Hermanem VII, Hesso i Rudolfem III).

## Rodzina
Rudolf był drugim synem margrabiego Badenii Rudolfa I i Kunegundy, córki Ottona I, hrabiego Ebersteinu. Żoną Rudolfa była Adelajda, córka Ottona III z Ochsensteinu, wdowa po Bertoldzie II, hrabim Strassbergu. Rudolf nie pozostawił potomków.